# Île du Moulin de Notre-Dame
Pour les articles homonymes, voir Île du Moulin.
L'île du Moulin de Notre-Dame est une île de la Marne, en France appartenant administrativement à Ussy-sur-Marne.

## Description
Elle s'étend sur un peu plus de 400 m de longueur pour une largeur maximale d’environ 150 m.